# Diatrype sordida
Diatrype sordida är en svampart som först beskrevs av Christiaan Hendrik Persoon, och fick sitt nu gällande namn av Mordecai Cubitt Cooke 1888. Diatrype sordida ingår i släktet Diatrype och familjen Diatrypaceae.   Inga underarter finns listade i Catalogue of Life.